# Hylaeus calvus
Hylaeus calvus är en biart som först beskrevs av Metz 1911.  Hylaeus calvus ingår i släktet citronbin, och familjen korttungebin. Inga underarter finns listade i Catalogue of Life.